# Кэмпбелл (тауншип, Миннесота)
Кэмпбелл (англ. Campbell) — тауншип в округе Уилкин, Миннесота, США. На 2000 год его население составило 99 человек.

## География
По данным Бюро переписи населения США площадь тауншипа составляет 129,6 км², из которых 129,6 км² занимает суша, водоёмов нет.

## Демография
По данным переписи населения 2000 года здесь находились 99 человек, 35 домохозяйств и 29 семей. Плотность населения —  0,8 чел./км². На территории тауншипа расположено 38 построек со средней плотностью 0,3 построек на один квадратный километр. Расовый состав населения: 97,98 % белых и 2,02 % приходится на две или более других рас.
Из 35 домохозяйств в 34,3 % воспитывались дети до 18 лет, в 71,4 % проживали супружеские пары, в 8,6 % проживали незамужние женщины и в 14,3 % домохозяйств проживали несемейные люди. 14,3 % домохозяйств состояли из одного человека, при том 5,7 % из — одиноких пожилых людей старше 65 лет. Средний размер домохозяйства — 2,83, а семьи — 3,10 человека.
27,3 % населения — младше 18 лет, 4,0 % — в возрасте от 18 до 24 лет, 28,3 % — от 25 до 44, 23,2 % — от 45 до 64, и 17,2 % — старше 65 лет. Средний возраст — 40 лет. На каждые 100 женщин приходилось 86,8 мужчин. На каждые 100 женщин старше 18 приходилось 94,6 мужчин.
Средний годовой доход домохозяйства составлял 54 063 доллара, а средний годовой доход семьи —  57 500 долларов. Средний доход мужчин —  29 643 доллара, в то время как у женщин — 16 875. Доход на душу населения составил 22 936 долларов. За чертой бедности не находились ни одна семья и ни один человек.